# Андрющенко Марія Юріївна
Марія Юріївна Андрющенко (творчий псевдонім КВІ́ТКА Марія Юріївна; нар. 5 серпня 1978, Київ) — українська живописець, журналістка, доцент телебачення і радіомовлення Інституту журналістики КНУ імені Тараса Шевченка, кандидат філологічних наук.

## Життєпис
Андрющенко Марія Юріївна народилася у місті Києві 5 серпня 1978 року. Дочка Юрія Іванченка. Закінчила київську художню школу № 6 (1993 р. викладач Т. Кутняхова-Семенюк) та Київ. ун-т (2000). Після закінчення школи вступила до Київського Національного Університету імені Тараса Шевченка.
Закінчила Інститут журналістики КНУ імені Тараса Шевченка й аспірантуру. Захистила кандидатську дисертацію на тему: «Творення іміджу телебачення України».

### Трудова діяльність
- Працювала кореспондентом у Київській державній ТРК.
- 2002—2007 рр. піар-менеджером на телерадіокомпанії «Ера».
- Автором художньо-публіцистичних програм, сценаристом на телеканалі «СТБ».
- Автор монографії та наукових статей з теорії телебачення.
- Від 2010 — доц. каф. телебачення і радіомовлення. Викладає нормативні курси «Журналістський фах» та «Журналістська майстерність».

## Творчість
Авторка монографії «Іміджеві імперативи українського телебачення» (К., 2008), наук. статей з питань журналіст. майстерності.
Від 1990-х рр. створює живописні полотна орнам.-фігуратив. стилю, символічного характеру з настроєвим колоритом, енергією чистого кольору, вигадливими квітковими або геометричними орнаментами, витонченою композицією.
Теми її полотен — казкові сновидіння, фантастичні феєрії, дивовижні квіти, птахи і тварини.
Учасниця мистецьких виставок від кінця 1990-х рр. Персональні виставки — у Києві (2009, 2012), Кишиневі (2010). Окремі картини зберігаються в Нац. заповіднику «Софія Київська».

## Праці
- «Прощання з дитинством» (1993),
- «Мавка-чарівниця»,
- «Болотяна королева» (обидва — 1999),
- «Планета Любові»,
- «Планета Мрій»,
- «Планета Надії» (усі — 2008),
- «Україна»,
- «Запорозький мольфар-характерник»,
- «Мамай-характерник» (усі — 2009),
- «Перетворення»,
- «Початок»,
- «Кумедник» (усі — 2012).

##### Літ.
- Марійка Квітка. Казкова феєрія: Каталог виставки творів. К., 2009; Онищенко В. Мистецтво ліній і барв // ОМ. 2012. № 1–2.

- Творення іміджу телебачення України [Текст]: дис… канд. філол. наук: 10.01.08 /Андрющенко Марія Юріївна ; Київський національний ун-т ім. Тараса Шевченка. Інститут журналістики. — К., 2004. — 218 арк. — арк. 189—205

- Андрющенко, Марія Юріївна Іміджеві імперативи українського телебачення [Текст]: монографія / М. Ю. Андрющенко ; Київський національний ун-т ім. Тараса Шевченка. — К. : Щек, 2008. — 216 с. — Бібліогр.: с. 199—215.